# Ustaritz Aldekoaotalora
Ustaritz Aldekoaotalora Astarloa, futbolísticamente conocido como Ustaritz (Abadiano, Vizcaya, 16 de febrero de 1983) es un exfutbolista español que jugaba en la posición de defensa central.

## Trayectoria
Se formó en las categorías inferiores del Athletic Club desde 1999. El 9 de julio de 2005 debutó con el primer equipo rojiblanco, donde permaneció hasta 2011. Las lesiones le impidieron tener continuidad en el equipo y consolidarse, a pesar de que fuera titular en varias etapas diferentes. En 2011 fue cedido al Real Betis, donde no tuvo oportunidades.
A principios de 2013 se incorporó al Dinamo Tbilisi tras varios meses sin equipo. Con el club georgiano logró el doblete de Liga y Copa en 2013. Además, marcó dos goles en la fase previa de la Liga de Campeones 2013-14 ante el EB/Streymur y el Steaua Bucarest.
A principios de 2014 fichó por el Arouca, incorporándose al Penafiel un año después hasta final de temporada. Después de su etapa de año y medio en Portugal, decidió retirarse.

## Clubes
| Club                   | País     | Año        | Partidos | Goles |
| ---------------------- | -------- | ---------- | -------- | ----- |
| CD Basconia            | España   | 2001-2003  | 40       | 1     |
| Bilbao Athletic        | España   | 2003-2006  | 57       | 0     |
| Athletic Club          | España   | 2005-2012  | 103      | 1     |
| Real Betis (cedido)    | España   | 2011-2012  | 7        | 0     |
| Dinamo Tbilisi         | Georgia  | 2013- 2014 | 22       | 3     |
| FC Arouca              | Portugal | 2014-2015  | 5        | 0     |
| Futebol Clube Penafiel | Portugal | 2015       | 7        | 0     |

## Palmarés
| Título          | Club             | País    | Año  |
| --------------- | ---------------- | ------- | ---- |
| Umaglesi Liga   | FC Dinamo Tiflis | Georgia | 2013 |
| Copa de Georgia | FC Dinamo Tiflis | Georgia | 2013 |